# Cephalobyrrhus longipalpis
Cephalobyrrhus longipalpis är en skalbaggsart som beskrevs av Andreas Pütz 1998. Cephalobyrrhus longipalpis ingår i släktet Cephalobyrrhus och familjen lerstrandbaggar. Inga underarter finns listade i Catalogue of Life.